# Universidad de Bayreuth
La Universidad de Bayreuth (en alemán: Universität Bayreuth) es una universidad pública alemana, ubicada en la ciudad de Bayreuth, en la región de Franconia al norte de Baviera. Fue fundada en 1975, lo que la convierte en una de las universidades más jóvenes del país. El 8% de los estudiantes son extranjeros, cuenta con 90 acuerdos de colaboración con universidades de otros países y programas de intercambio ERASMUS con 160 universidades europeas.
La Universidad de Bayreuth se ha ganado a lo largo de los años una excelente reputación, tanto en plano nacional como internacional. La clasificación académica de universidades del THE la colocó en la posición 36° en el plano nacional, como también en la posición 351-400 a nivel internacional.

## Historia
En 1742 el margrave Friedrich de Bayreuth fundó una academia de estudios que después se convertiría en universidad. Tras algunas disputas entre la nueva institución y la población de Bayreuth, esta fue trasladada en 1743 a la ciudad de Erlangen de forma que la universidad de Bayreuth primigenia se convirtió en la Friedrich-Alexander Universität de Erlangen-Núremberg.
En 1958 se fundó de nuevo una institución académica en la ciudad: la escuela de magisterio de Bayreuth, que en 1970 conseguirá el estatuto de universidad. A lo largo de los siguientes 5 años se formó un consejo de gobierno y se organizaron las líneas principales de investigación y docencia de la universidad, comenzando en 1976 con la construcción de facultades e institutos de investigación en el nuevo campus, localizado en el sureste de Bayreuth.

## Estructura

### Rectores de la Universidad de Bayreuth
| Nombre             | desde      | hasta |
| ------------------ | ---------- | ----- |
| Klaus Dieter Wolff | 1973       | 1991  |
| Helmut Buettner    | 1991       | 1997  |
| Helmut Ruppert     | 1997       | 2009  |
| Rüdiger Bormann    | 2009       | 2013  |
| Stefan Leible      | desde 2013 |       |

### Facultades
La Universidad de Bayreuth se divide en seis facultades:
1. Facultad de matemáticas, física e informática (MPI)
2. Facultad de biología, química y ciencias de la tierra (BCG)
3. Facultad de derecho y económicas (RW)
4. Facultad de lengua y literatura (SpLit)
5. Facultad de humanidades (KuWi)
6. Facultad de ciencias naturales aplicadas (FAN)

### Otras instalaciones
- Bibliotecas de la Universidad
- Centro de Idiomas
- Centro de procesamiento de datos
- Oficina técnica central
- Jardín Botánico
- Centro de medios audiovisuales

## Bibliotecas

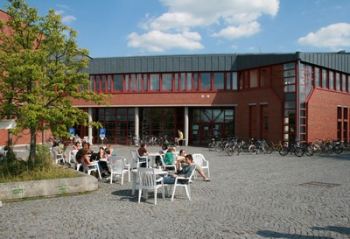
Biblioteca central de la Universidad www.ub.uni-bayreuth.de.

La Biblioteca central de la universidad cuenta con 2,34 millones de obras, 15000 publicaciones periódicas (11500 de éstas online), 326000 libros electrónicos y 1600 bases de datos (información del año 2009).
Entre las colecciones especiales destacan la sección dedicada a África, la segunda más grande de Alemania y la sección especial de teatro musical.
Los fondos se dividen en siete bibliotecas principales
1. Biblioteca central con una colección especial de humanidades (ZB)
2. Biblioteca de derecho y economía (TB RW)
3. Biblioteca de Biología (TB NWI)
4. Biblioteca de ciencias naturales, matemáticas y física (TB NW II)
5. Biblioteca de ciencias de la tierra (TB GEO)
6. Biblioteca de teatro musical e instituto de investigación de teatro musical, Castillo de Thurnau
7. Depósito Geschwister-Scholl-Platz (Mag GSP)

## Carreras
La Universidad de Bayreuth ofrece 46 títulos de grado y titulaciones prebolonia (Bachelor, Diplom, Lehramt, Staatsexamen Jura) y 41 títulos de Máster. Muchas carreras tienen carácter interdisciplinar de forma que la universidad cuenta con varias titulaciones mixtas como filosofía y económicas, economía y desarrollo, economía y salud o geoecología entre otras.

## Investigación
La universidad de Bayreuth cuenta con institutos de investigación y programas de doctorado de especial relevancia en Alemania en los siguientes campos:
- Investigación sobre alta presión y alta temperatura
- Macromoléculas e investigación sobre coloides
- Nuevos Materiales
- Biología molecular
- Dinámicas no lineares
- Estudios africanos
- Estudios comparativos y procesos interculturales
- Estudios de derecho y economía

## Estudiantes célebres
- Andreas Voßkuhle: presidente del Tribunal Constitucional de Alemania
- Karl-Theodor zu Guttenberg: Ministro de Defensa de Alemania
- Maximilian Müller: Jugador de la Selección alemana de Hockey